# 194 mm Mle GPF
Il Canon de 194 mm Modèle Grande Puissance Filloux sur affût chenille St Chamond (abbreviato in 194 mm Mle GPF) era il primo semovente d'artiglieria francese della prima e seconda guerra mondiale. Dopo la resa della Francia nel 1940 pezzi preda bellica furono immessi in servizio dallo Heer e dal Regio Esercito.

## Storia
Alla fine della prima guerra mondiale, quando il progresso tecnologico rese possibile creare diversi tipi di veicoli da combattimento cingolati, il comando francese ritenne i tempi maturi per produrre un semovente d'artiglieria pesante. Il calibro e di conseguenza il peso e le dimensioni di obici, mortai e cannoni sviluppati durante la guerra richiedevano l'impiego di un gran numero di trattori, che tuttavia non assicuravano una mobilità adeguata ed una rapida messa in batteria. Gli inglesi avevano sviluppato il Gun Carrier Mark I, derivato dal carro armato Mark K, ma si trattava di un portee corazzato, non di un vero semovente, in quanto il cannone trasportato veniva sbarcato per essere usato.
Il prolifico ingegnere Émile Rimailho della Compagnie des Forges et Aciéries de la Marine et d'Homécourt di Saint Chamond sviluppò un originale complesso, costituito da due veicoli cingolati distinti: un avant train chenilles (avantreno cingolato) semovente trasportava le munizioni ed un gruppo elettrogeno, che tramite cavi alimentava i motori elettrici del veicolo porta-pezzo collegato, l'"affût chenilles" (affusto cingolato). Era previsto di armare tale complesso con cannoni da 155, 194, 220 e 280 mm, ma la fine della guerra interruppe il programma quando erano stati realizzati solo il 194 mm Mle GPF e il 280 mm TR sur affût chenillé Saint-Chamond.
La Saint Chamond produsse 50 complessi da 194 mm, ordinati nel 1918 e consegnati prima della fine della Grande Guerra. Non si sa se entrarono in azione nel primo conflitto mondiale, mentre 49 semoventi erano ancora in servizio allo scoppio della seconda guerra mondiale ed equipaggiavano il 184e Régiment d'artillerie à tracteur (RALT), su 3 gruppi di 2 batterie ciascuno.
In conseguenza della resa della Francia, come molte altre artiglierie anche i Mle 1917 furono catturati e reimmessi in servizio dalla Wehrmacht, con la denominazione 19,4 cm Kanone 485(f) auf Selbstfahrlafette. I pezzi cingolati equipaggiarono l'Artillerie-Regiment 84. dell'Heeresgruppe Nord e tre pezzi furono impiegati nell'assedio di Sebastopoli nel 1942. Alcuni pezzi, sbarcati dall'affusto cingolato, furono modificati per l'impiego costiero in Danimarca, su affusto a piedistallo. Quattro di questi cannoni 19,4 cm K 485/585 (f) equipaggiarono la batteria BUA Stauning 17./180, mentre altri 4 erano previsti per la batteria HKB Bjerghuse 18./180. Il 1º marzo 1944 erano ancora in servizio con lo Heer 15 K 485 (f) e 4 K 485/585 (f).
Anche il Regio Esercito italiano requisì 2 semoventi francesi. Queste armi, con la denominazione "Cannone da 194/32", furono utilizzate dagli italiani come artiglieria per la difesa costiera nella zona di Roma.

## Tecnica
Il telaio portante, identico nelle due vetture, era costituito da un cassone in lamiera, poggiante sulle 13 ruote portanti per lato dei treni di rotolamento, con ruota motrice anteriore e ruota di rinvio posteriore. Nella vettura avantreno la piattaforma superiore portava il posto di guida, i sedili dei serventi, il pianale telonato portamunizioni con 60 colpi e il gruppo elettrogeno, con motore a benzina Panhard SUK4 M2 da 120 hp. Il generatore alimenta sia i due motori elettrici posti sulle ruote motrici dei cingoli della vettura stessa sia, tramite un cavo flessibile, le due sui treni di rotolamento della vettura affusto. Nel movimento su strada normale, le due vetture erano accoppiate da una barra rigida e guidate da un singolo conduttore. Su terreno vario le vetture potevano muoversi fino a 200 m l'una dall'altra, corrispondenti alla lunghezza del cavo di alimentazione. Quando la vettura affusto era in batteria, la vettura avantreno si posizionava posteriormente e di lato a 90°, rifornendo di munizioni il pezzo; grazie al cavo flessibile, poteva poi fare la spola tra il pezzo e gli autocarri di rifornimento.
Sulla piattaforma della vettura affusto erano fissate due lisce inclinate, sulle quali scorreva un affusto ad aloni trapezoidali, il cui rinculo sulle lisce era limitato da due freni di sparo. Sull'affusto era incavalcata la culla, con bocca da fuoco orientata contromarcia, freno di sparo e recuperatore. In configurazione di trasporto l'affusto veniva arretrato sulle lisce in modo da diminuire la lunghezza del complesso.
Per i trasferimenti strategici su strada, ciascuna vettura poteva essere caricata su uno speciale carro, formato da una trave portante, poggiante anteriormente e posteriormente su carrelli a quattro ruote, alimentati elettricamente dal carro avantreno.
La bocca da fuoco in acciaio in calibro 194,4 mm e lunga 32 calibri (6,5 m), era cerchiata con 4 ordini di manicotti fino a circa 1 m dalla volata, munita di cerchio di culatta portante l'otturatore a vite interrotta tipo Schneider. La velocità alla volata era di circa 725 m/s, con una gittata massima di 20 800 m. La cadenza di tiro era di massimo 1-2 colpi al minuto.
L'elevazione sull'affusto era compresa tra 0° e +37°, mentre il puntamento in direzione era ottenuto con lo spostamento dell'intera vettura, agendo sui motori elettrici o manualmente su due grossi volanti inseribili sui treni di rotolamento.

## Munizionamento
Il munizionamento del cannone da 194 mm era del tipo separato a cartoccio bossolo, con carica di lancio in bossolo metallico. Erano disponibili le seguenti granate:
- Obus en acier Mle 1917 à culot court: granata HE in acciaio, pesante 80,865 kg caricata con 8,2 kg di esplosivo;
- Obus FA Mle 1916 à profil D: granata HE in ghisa, pesante 83,5 kg caricata con 8,2 kg di esplosivo;
- Obus FA Mle 1921 AGP: granata HE in ghisa, pesante 78,83 kg caricata con 11,8 kg di esplosivo;
- Obus FAGP Mle 1920: granata HE in ghisa ad alta potenza, pesante 84,88 kg caricata con 8 kg di esplosivo.

## Versioni e derivati
- 19,4 cm K 485/585(f): versione del cannone di preda bellica modificata in Germania per l'impiego quale artiglieria costiera in posizione fissa. La bocca da fuoco, sbarcata dai semoventi, venne incavalcata sull'affusto a piedistallo dell'obice costiero francese da 270 mm Mle 1889 (27 cm Küstenmörser 585(f) nella nomenclatura tedesca), che veniva inchiavardato su piazzole di tiro in calcestruzzo.